# Корпе (предмет обихода)
Корпе (каз. көрпе) — предмет домашнего обихода традиционного казахского общества. Фактически представляет собой одеяльце или одеяло[уточнить].
В древности корпе изготавливали из шкуры жеребца, затем обрабатывали и обшивали края тканью. Видом корпе достигшего до настоящего времени является чехол из определённой материи, простеганный и наполненный пухом, ватой или шерстью. Шерстяные (верблюжьи) корпе считаются самыми теплыми, прочными и ценными. Для чехла обычно подбирают шелк, атлас, сатин и др., а для прочности корпе простегивают различными узорами. Корпе бывают разных форм и размеров: толстые, тонкие, большие, маленькие. Лоскутное корпе (каз. құрақ) шьют из разных геометрических лоскутов, создавая разнообразные узоры. Корпе считается одним из особых предметов приданого невесты. Также есть вид корпе, который применяют в скачках (аткөрпе) и специально изготавливают по размеру седла. В некоторых регионах Казахстана корпе называют жуырқан (упоминается в древних письменах — в словаре М.Кашгари XI в., в кыпчакском словаре XIII в.).